# Waldkirche (Timmendorfer Strand)
Die Waldkirche ist eine evangelische Kirche und befindet sich in Timmendorfer Strand, am Rand des Kammerwaldes. Sie wurde 1912 noch als eine recht kleine Waldkapelle errichtet, 1964 erweitert und erhielt einen 23 Meter hohen, schlanken Glockenturm.

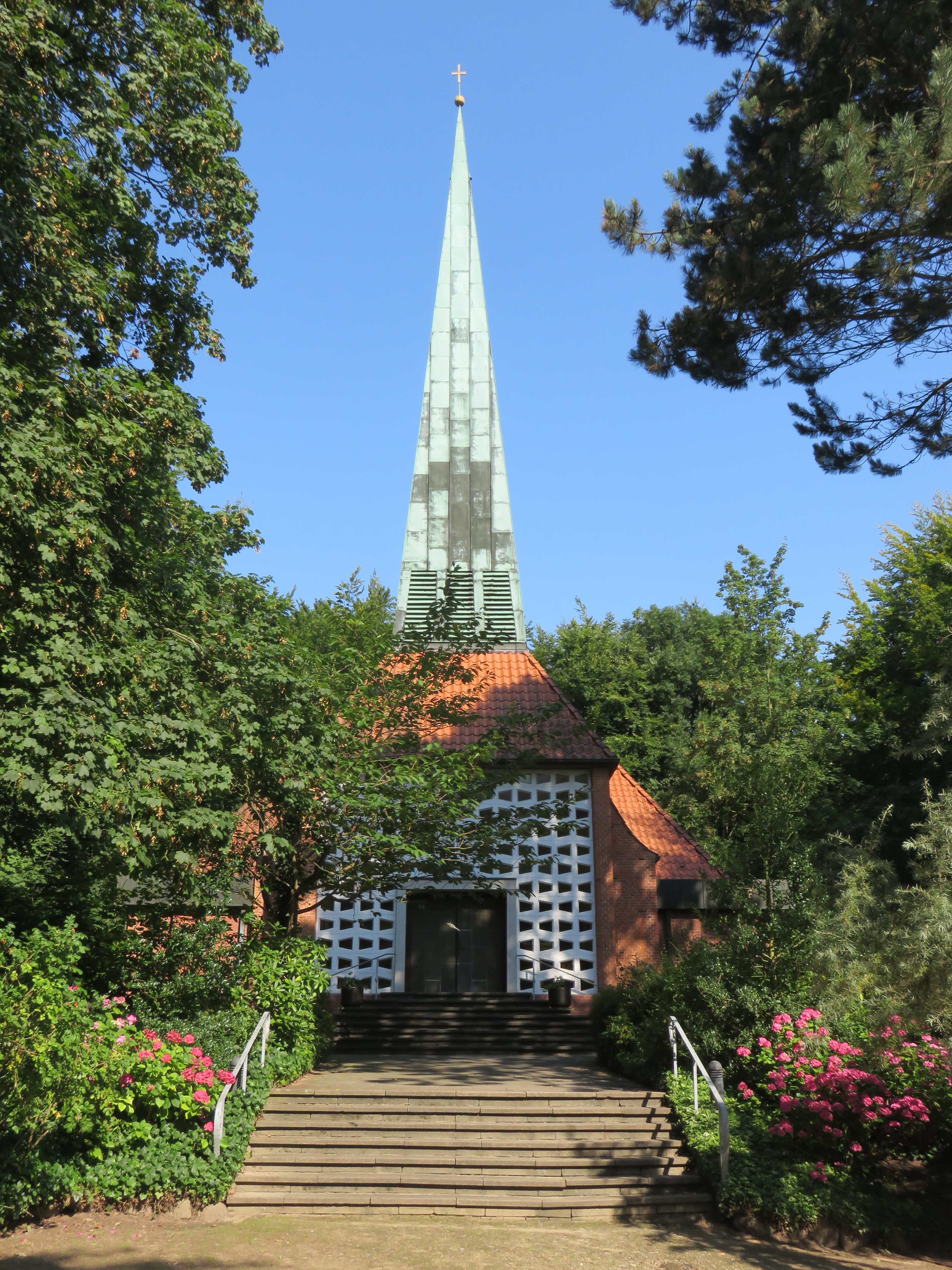
Waldkirche

## Geschichte

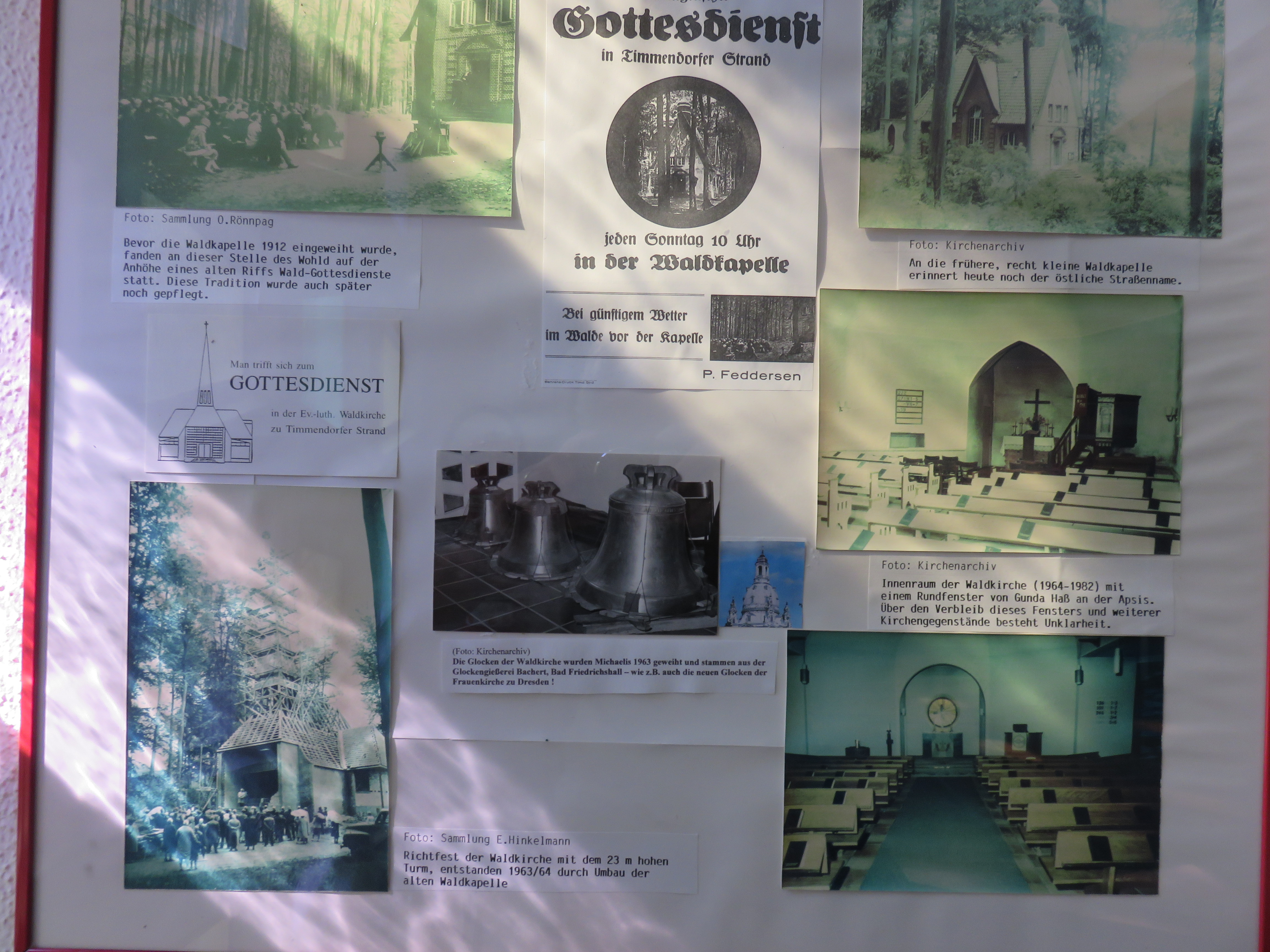
Waldkirche Info-Tafel

Die Ortschaft Timmendorfer Strand war um 1865 mit dem Bau einiger Sommerhäuser entstanden. Mit steigenden Gästezahlen in Timmendorfer Strand fanden um 1900, zunächst unter freiem Himmel, am Rand des Kammerwaldes, auf einem alten Riff die ersten evangelischen Gottesdienste statt. 1912 wurde an dieser Stelle eine Waldkapelle errichtet und durch den Eutiner Superintendent Paul Rahtgens eingeweiht. Ihre Innenausstattung wurde von hochrangigen Sommergästen gestiftet; die Kanzel schenkte die Prinzessin Eitel Friedrich, Sophie Charlotte von Oldenburg. Die Kirchengemeinde Ratekau betreute die kleine Kirche;  ab 1926 bildeten Timmendorfer Strand und Klein-Timmendorf die Kapellengemeinde Timmendorfer Strand. 1946 erhielt die Kirchengemeinde Timmendorfer Strand ihre Eigenständigkeit in der damaligen Evangelisch-Lutherischen Landeskirche Eutin.
Die Kapelle wurde von 1963 bis 1964 zur Waldkirche mit einem 23 Meter hohen, schlanken Glockenturm umgebaut. Der Glockenturm besitzt drei Glocken, die in der Glockengießerei Bachert in Bad Friedrichshall gegossen wurden. 1982 wurde die Kirche abermals erweitert.
Zu den Kunstwerken der Waldkirche gehören Buntglasfenster von Gunda Haß (* 1940): „Sturmstillung / Himmelfahrt Christi“ und zwei Werke des Holzbildhauers Otto Flath: die Plastik „Die Trauernde“  im Vorraum sowie die Taufe, die Flath aus einem massiven Holzblock schnitzte.

## Orgel
Die Waldkirche verfügt über zwei Orgeln, eine Truhenorgel von 1997 und die neue Hauptorgel von 1998. Beide wurden von dem Orgelbauer Johannes Rohlf erstellt.

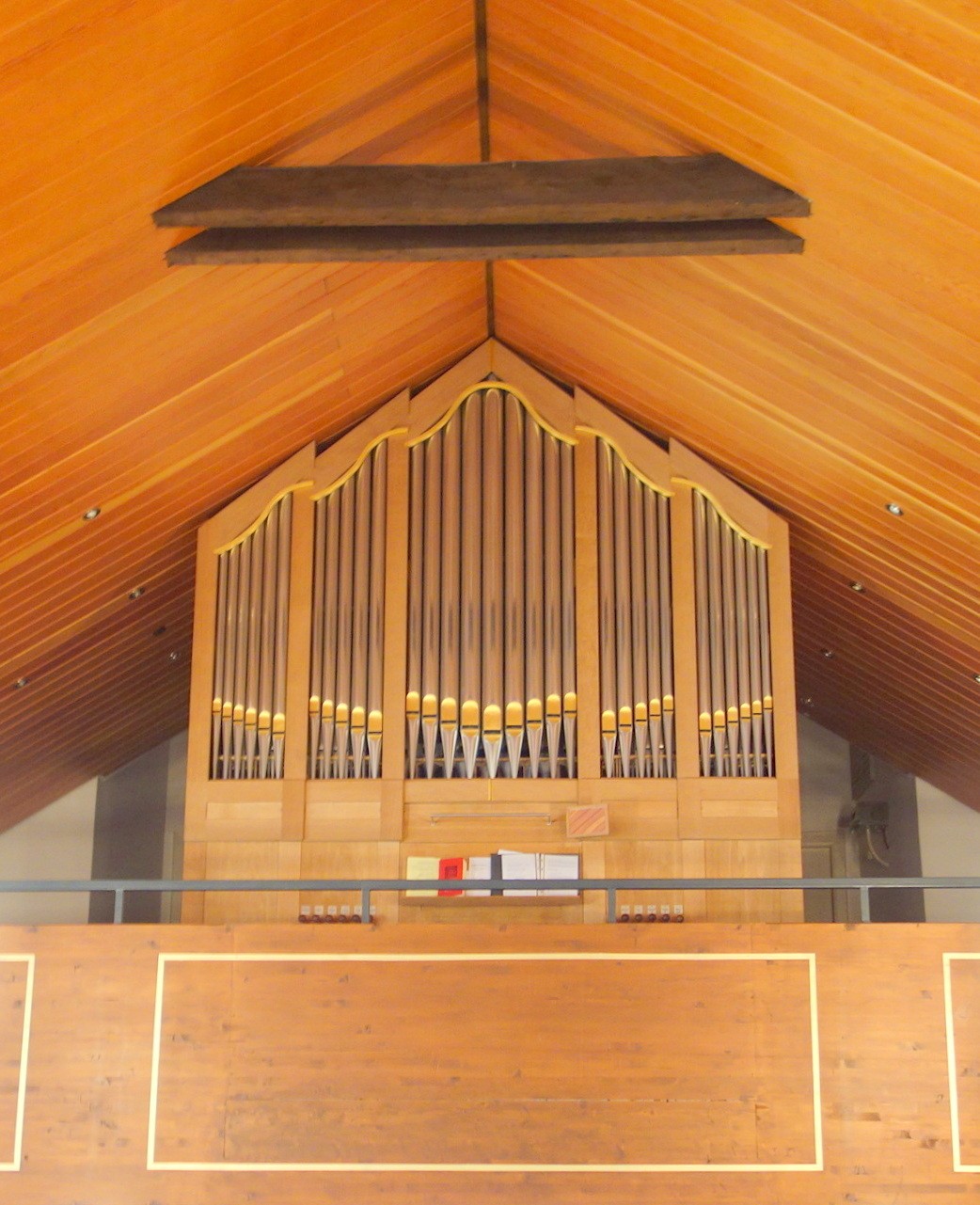
Hauptorgel
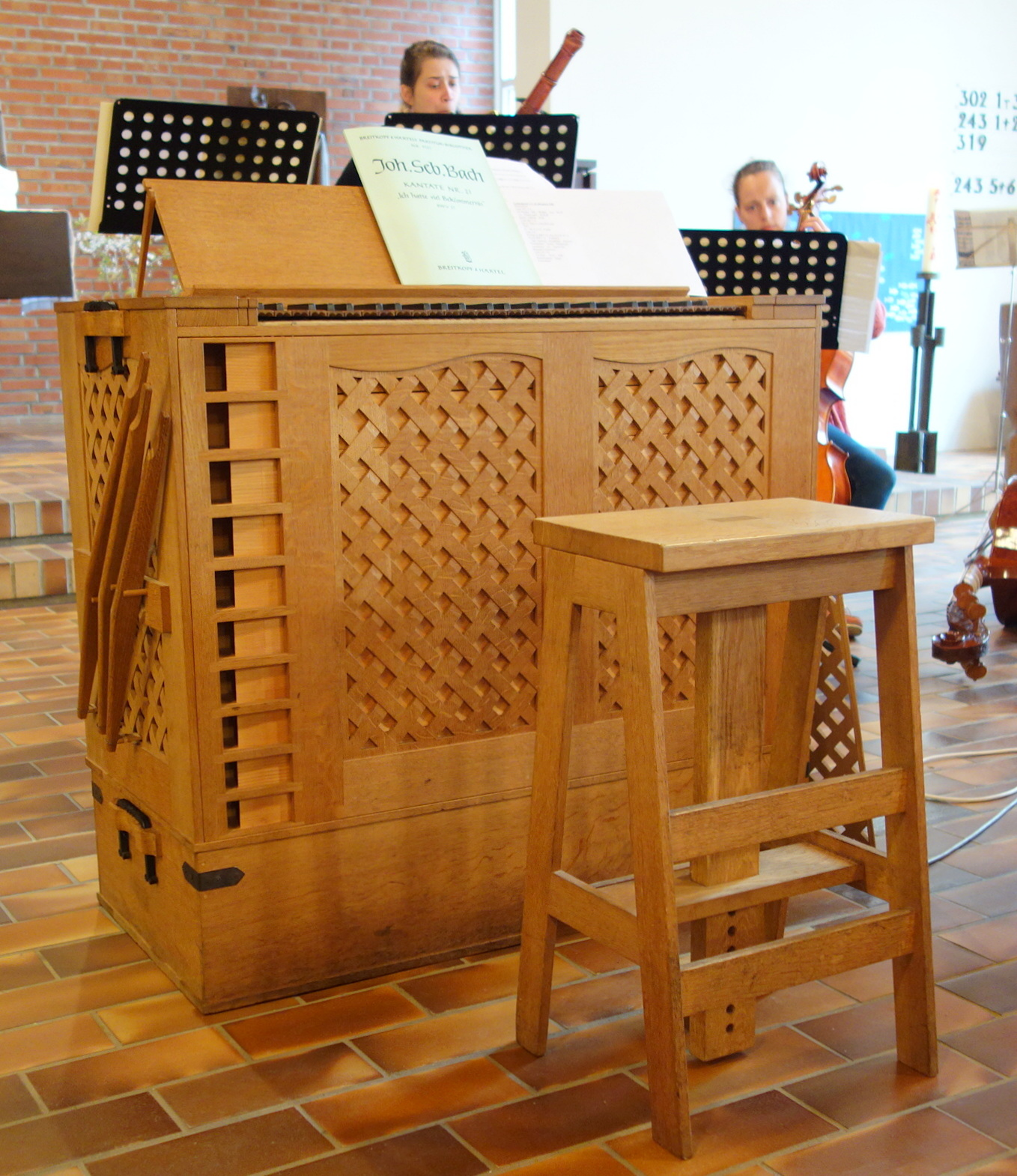
Truhenorgel

Register der Hauptorgel:
| II. Manual     |       |
| Prinzipal      | 8′    |
| Oktave         | 4′    |
| Rohrflöte      | 4′    |
| Oktave         | 2′    |
| Mixtur 2-3fach | 1 ⁄3′ |

| I.Manual   |        |
| Gedeckt    | 8′     |
| Rohrflöte  | 4′     |
| Oktave     | 4′     |
| Nasard     | 2 ⁄3′  |
| Flageolett | 2′     |
| Terz       | 1 3⁄5′ |
| Dulcian    | 8'     |

| Pedal    |     |
| Subbaß   | 16′ |
| Flöte    | 8′  |
| Oktave   | 4′  |
| Trompete | 8′  |